# Interaural
Interaural (von lateinisch inter „zwischen“ und auris „Ohr“) bedeutet „zwischen den Ohren“.
Der Begriff wird in der Akustik, Tontechnik und Audiologie in erster Linie dazu verwendet, um auf beide Ohren bezogene Unterschiede oder Zusammenhänge zu kennzeichnen. So spielen  
- die interauralen Laufzeitunterschiede (Laufzeitdifferenz, interaural time delay ITD),
- die interauralen Pegelunterschiede (Pegeldifferenz, interaural level difference ILD),
- die interauralen Phasenunterschiede

bei Menschen und Tieren eine entscheidende Rolle für die Lokalisation von Hörereignissen.
Im Gegensatz zu diesem Begriff Interaural steht Interchannel.
Siehe auch Lautsprechersignale.